# 吸血姬美夕
《吸血姬美夕》原為1988年所推出，由平野俊弘執導的全4集OVA動畫作品，之後衍生出由擔任OVA版人物設定與作畫監督的垣野內成美所創作的漫畫版，以及1997年由平野擔任導演的電視動畫版本。

## 故事簡介
日本少女美夕擁有吸血姬一族的血统，本來並未覺醒，跟普通人一樣地生活。到了十四歲那年，她被西洋神魔拉法襲擊流血，終於覺醒，並給予拉法自己的血，使之成為她的僕人。她隨即成為神魔監視者，學會了操縱火焰的招式，从此與拉法並肩作戰，為把所有為禍人间的神魔趕回黑暗世界而奮鬥。
身為吸血姬的美夕有一種異能，能賦予被她吸了血的傷心人一個永遠的幸福的夢，使他們不必再受殘酷的現實折磨，這就是『血的交換』。吸血姬夕維就是在她這一能力下衍生出的下一代吸血姬。

## 登場人物
美夕
美夕 （OVA版、廣播劇CD版） 聲優：渡邊菜生子，Pamela Wiedner（英语，AnimEigo dub）、Anne Marie Zola（英语，Manga UK dub）
美夕 （電視動畫版） 聲優：長澤美樹，Kimberly J. Brown （英语，第1–7集）、Dorothy Elias-Fahn （英语，第8–26集）
一位美少女。登场时约13岁（OVA）或15岁（动画），但事实上作为一名吸血姬，年龄更为大些。在日语中，美夕意为“美丽的夜晚”。她具有心灵运输，漂浮，打开空间入口的能力，并使用火力攻击。当美夕以吸血姬出现时，她总是赤足，甚至在雪地中，因为她不会觉得冷。在OVA中，她是在二次世界大战后由人类父亲与吸血姬母亲的孩子。在电视动画中，正好相反，她的母亲是人类，父亲是二次世纪大战前的日本帝国神魔监视者。两者相同的是，美夕在失去她的双亲之后，成为监视者。
拉法（Rava）
拉法 （OVA版、廣播劇CD版） 聲優：鹽澤兼人 Zach Hanner
拉法 （電視動畫版） 聲優：三木真一郎 Ryan Alosio
一位西洋神魔。在OVA中，拉法阻止美夕吸血苏醒而来杀她。但是他无意中让美夕吸了他的血。由于这个失策，拉法的面容和声音被封印在面具之后。在电视动画中，拉法目睹了美夕成为监视者。在将美夕击败之后，她吸了拉法的血。两者相同的是，拉法起初是不情愿成为美夕的盟友，但后来他一定要和美夕站在一起。因为拉法能感觉到美夕的悲伤。这是在吸血场景中目睹的。
瀨一三子
聲優：小山茉美（OVA版）
美夕之母
聲優：池田昌子（廣播劇CD版）
神魔之長
聲優：納谷悟朗（廣播劇CD版）
レムレス
聲優：三矢雄二（廣播劇CD版）
カールア
聲優：天野由梨（廣播劇CD版）
レムニア
聲優：佐佐木望（廣播劇CD版）
ケット・シー
聲優：中尾隆聖（廣播劇CD版）
パズス
聲優：井上和彥（廣播劇CD版）
ナイトギア
聲優：速水獎（廣播劇CD版）
ウォーターリッパー
聲優：弘中くみ子（廣播劇CD版）
スパルトイ
聲優：玄田哲章（廣播劇CD版）
アミィ
聲優：堀川亮（廣播劇CD版）
夕維
聲優：西原久美子（廣播劇CD版）
那嵬
聲優：古谷徹（廣播劇CD版）
爛火
聲優：佐久間玲（廣播劇CD版）
井上千
聲優：白倉麻子（電視動畫版）
鹿島由香利
聲優：手塚千春（電視動畫版）
青木久繪
聲優：進藤こころ（電視動畫版）
死無
聲優：金井美香（電視動畫版）
冷羽
聲優：緒方惠美（電視動畫版）
松風
聲優：緒方惠美（電視動畫版）
ユイリィ
聲優：岡村明美（電視動畫版）
鬼術師
聲優：大塚明夫（電視動畫版）
ガーリンネ
聲優：置鮎龍太郎（電視動畫版）
リリス
聲優：白鳥由里（電視動畫版）
バロウ
聲優：成田劍（電視動畫版）
トンビ
聲優：千葉繁（電視動畫版）
比翼
聲優：關智一（電視動畫版）
嘴貪
聲優：菊池正美（電視動畫版）
旁白
聲優：納谷悟朗（OVA版）、小山茉美（廣播劇CD版）

## 出版書籍

### 漫畫
吸血姬美夕
| 集數 | 秋田書店      | 秋田書店           |
| 集數 | 發售日期      | ISBN               |
| ---- | ------------- | ------------------ |
| 1    | 1989年6月     | ISBN 4-25-312662-6 |
| 2    | 1998年3月     | ISBN 4-25-312663-4 |
| 3    | 1998年7月     | ISBN 4-25-312664-2 |
| 4    | 1998年12月    | ISBN 4-25-312665-0 |
| 5    | 1999年7月1日  | ISBN 4-25-312682-0 |
| 6    | 2000年3月     | ISBN 4-25-312683-9 |
| 7    | 2000年12月    | ISBN 4-25-312684-7 |
| 8    | 2001年6月     | ISBN 4-25-312685-5 |
| 9    | 2001年6月     | ISBN 4-25-312686-3 |
| 10   | 2002年5月30日 | ISBN 4-25-312692-8 |

- 文庫版

| 集數 | 秋田書店      | 秋田書店               |
| 集數 | 發售日期      | ISBN                   |
| ---- | ------------- | ---------------------- |
| 1    | 2002年1月10日 | ISBN 978-4-253-17771-9 |
| 2    | 2002年5月10日 | ISBN 978-4-253-17772-6 |
| 3    | 2002年9月10日 | ISBN 978-4-253-17773-3 |
| 4    | 2003年1月10日 | ISBN 978-4-253-17774-0 |
| 5    | 2003年5月9日  | ISBN 978-4-253-17775-7 |
| 6    | 2003年9月1日  | ISBN 978-4-253-17776-4 |
| 7    | 2004年1月9日  | ISBN 978-4-253-17777-1 |
| 8    | 2004年5月7日  | ISBN 978-4-253-17778-8 |
| 9    | 2004年10月8日 | ISBN 978-4-253-17779-5 |
| 10   | 2005年4月8日  | ISBN 978-4-253-17780-1 |

### 衍生漫畫
本作的世界觀、角色沿用的衍生漫畫，皆為垣野内成美所描繪的漫畫作品。
新・吸血姬美夕
| 集數 | 秋田書店   | 秋田書店           |
| 集數 | 發售日期   | ISBN               |
| ---- | ---------- | ------------------ |
| 1    | 1992年9月  | ISBN 4-25-312782-7 |
| 2    | 1993年6月  | ISBN 4-25-312783-5 |
| 3    | 1993年12月 | ISBN 4-25-312784-3 |
| 4    | 1994年7月  | ISBN 4-25-312785-1 |
| 5    | 1994年9月  | ISBN 4-25-312786-X |

吸血姬夕維
美夕之後覺醒作為吸血姬的少女夕維（ゆい）的故事。是繼《新・吸血姬美夕》之後的美夕系列作品、『夕維』故事裡的角色關係、設定與美夕系列有很緊密的關係。
THE WANDERER
夕維之後覺醒作為吸血姬的少年冴堂晟（こどうせい）的故事。本作是以男性作為主角。
DAHLIA THE VAMPIRE
本作為垣野内成美描寫得比較直接的吸血鬼故事。關於永遠的生活在黑暗中的少女里亞・D・Green獨自一人為了尋找戀人而踏上旅程的故事。1996年於Suspiria雜誌上進行連載；於2004年再度連載、以《DAHLIA THE VAMPIRE 2》此標題發行漫畫單行本。
和原本《吸血姬》系列相比迥然不同的世界觀設定的作品、2005年連載再開後嘗試跨界化合作。故事裡的設定與夕維系列有很複雜的關係。
《DAHLIA THE VAMPIRE》本身還有《チャイナ・ブルー》、《ルビー・ブラッド》等衍生作品存在，《DAHLIA》系列是以獨自世界觀來構築的作品。
吸血姬
| 集數 | SB Creative   | SB Creative            | 東立出版社     | 東立出版社             |
| 集數 | 發售日期      | ISBN                   | 發售日期       | ISBN                   |
| ---- | ------------- | ---------------------- | -------------- | ---------------------- |
| 1    | 2010年2月12日 | ISBN 978-4-7973-5858-2 | 2012年2月15日  | ISBN 978-986-10-7900-4 |
| 2    | 2010年8月12日 | ISBN 978-4-7973-6109-4 | 2012年2月15日  | ISBN 978-986-10-7901-1 |
| 3    | 2011年1月12日 | ISBN 978-4-7973-6326-5 | 2012年10月8日  | ISBN 978-986-10-7901-1 |
| 4    | 2011年6月12日 | ISBN 978-4-7973-6555-9 | 2012年11月16日 | ISBN 978-986-10-8188-5 |
| 5    | 2012年2月10日 | ISBN 978-4-5938-8055-6 | 2013年6月25日  | ISBN 978-986-10-9669-8 |

吸血姬美夕 朔

### 小說

#### Comic novel
本作為垣野内成美執筆、平野俊弘負責監修擔當的小說版。併錄共24頁的漫畫作品。出版情報：1990年5月25日、ISBN 4253102166（秋田書店）
小說

漫畫

#### 動畫小說版
本作由電視動畫中負責腳本的小說家早見裕司執筆。原作平野、垣野内夫妻倆負責監修。垣野内負責內頁插畫。於Suspiria Mystery雜誌上連載。出版情報：2004年6月20日、ISBN 4253104843（秋田書店）

## OVA

### 製作人員
- 企劃、製作：吉田尚剛（創映新社）、丸山壽敏（波麗佳音）
- 製作人： 野村和史、三浦亨
- 原作、監督：平野俊弘
- 原作、人物設計：垣野内成美
- 怪物設計、標題設計、舞台設定：森木靖泰
- 色彩設定：高安代利子
- 美術監督：中座洋次（第一話、第二話）、南郷洋一（第三話、第四話）
- 音樂：川井憲次
- 音響監督：山田悦司
- 攝影監督：小西一廣
- 動畫制作：AIC
- 製作：創映新社、波麗佳音

### 主題曲
片尾曲
作詞：，作曲：川井憲次，編曲：川井憲次，演唱：渡邊菜生子

### 各話列表
| 話數   | 標題 | 腳本   | 分鏡       | 作畫監督            | 發售日         | 主要貴賓 - 聲音演出                                     |
| ------ | ---- | ------ | ---------- | ------------------- | -------------- | ------------------------------------------------------- |
| 第一話 |      | 會川昇 | 垣野内成美 | 垣野内成美          | 1988年7月21日  | 都人 - 鳥海勝美 藍子の父 - 中村秀利 藍子の母 - 松岡洋子 |
| 第二話 |      | 會川昇 | 垣野内成美 | 垣野内成美          | 1988年10月21日 | 爛佳 - 莊真由美 柚樹桂 - 堀川亮                         |
| 第三話 |      | 會川昇 | 平野俊弘   | 垣野内成美 西井正典 | 1988年12月21日 | レムレス - 三矢雄二 鎧怪人 - 玄田哲章                   |
| 第四話 |      | 會川昇 | 垣野内成美 | 垣野内成美          | 1989年4月1日   | 美夕の母 - 池田昌子 美夕の父 - 鈴木清信                 |

## 電視動畫

### 製作人員
- 原作、監督：平野俊貴
- 副監督：元永慶太郎
- 系列構成：早見裕司
- 原作、人物原案：垣野内成美
- 人物設定：門之園惠美
- 神魔概念設計：寺岡賢司
- 美術監督：稻葉靖之
- 色彩設計：金丸ゆう子
- 攝影監督：白井久男
- 編輯： 田熊純
- 音響監督：本田保則
- 音樂：川井憲次
- 製作人：山崎成人、高城一典
- 動畫製作：AIC
- 製作：美夕製作委員會

### 主題曲
片頭曲
作曲、編曲：川井憲次，演奏：神樂
片頭場景由岸田今日子負責。
片尾曲
作詞：垣野内成美，作曲：寺嶋民哉，編曲：川井憲次，演唱：鈴木佐江子
片尾曲（最終話）
作詞：垣野内成美，作曲、編曲：川井憲次，演唱：長澤美樹
插入曲（第八話）
作詞：前田耕一郎，作曲、編曲：川井憲次，演唱：笠原弘子

### 各話列表
| 話數       | 日文標題 | 中文標題       | 腳本              | 分鏡                | 演出       | 作畫監督        | 播放日                         | 主要貴賓、神魔 - 聲音演出                                                                                             |
| ---------- | -------- | -------------- | ----------------- | ------------------- | ---------- | --------------- | ------------------------------ | --- |
| 第一話     |          | 「牙」知道真相 | 早見裕司          | 平野俊貴            | 元永慶太郎 | 別所誠人        | 1997年 10月6日                 | - 柳原麻巳子 - 篠原惠美 - 町山延生 - 岩永哲哉 - 山之内遥 - 雪野五月 - 神魔： - 大友龍三郎                             |
| 第二話     |          | 下一個車站     | 早見裕司          | 平野俊貴            | 元永慶太郎 | 門之園惠美      | 1998年 9月23日 (VHS VVAS-1081) | - 露店の男 - 菊池正美 - 青年 / 神魔： - 井上和彦                                                                      |
| 第三話     |          | 森林的呼喚     | 早見裕司          | 平野俊貴 亀垣一     | 元永慶太郎 | 本橋秀之        | 10月13日                       | - 茂利浩市 - 結城比呂 - 茂利優子 - 氷上恭子 - 神魔（假面） - 室園丈裕                                                 |
| 第四話     |          | 冷羽來了       | 早見裕司          | 西森章              | 山崎茂     | 泉明宏 別所誠人 | 10月27日                       | - 巡礼の父親 - 関俊彦 - 巡礼の娘 - 馬場澄江 - 神魔： - 島本須美                                                       |
| 第五話     |          | 深褐色的肖像   | 早見裕司 山田光洋 | 西森章              | 松村康弘   | 佐佐木敏子      | 10月20日                       | - 大島容一 - 大塚明夫 - 大島夫人 - 彌永和子 - 神魔： - 創作者表記                                                     |
| 第六話     |          | 美夕的亡靈     | 早見裕司          | 牧野行洋            | 牧野行洋   | 敷島博英        | 11月3日                        | - 神魔： - 一條和矢                                                                                                   |
| 第七話     |          | 宿命           | 林民夫            | 山口武志            | 伊達勇登   | 田口廣一        | 11月10日                       | - 清志 - 太田正道 - 佳代 - 深水由美 - 神魔： - 園部啓一                                                               |
| 第八話     |          | 紅色鞋子       | 早見裕司          | 元永慶太郎          | 元永慶太郎 | 中島里惠        | 11月17日                       | - 有沢美峰 - 笠原弘子 - 樫原隆司 / 神魔： - 速水奨 - 美智子 - 雪野五月 - ヒロシ - 檜山修之                            |
| 第九話     |          | 你的家         | 早見裕司          | 久志秀彰            | 久志秀彰   | 清水博明        | 11月24日                       | - 高島泰寛 - 関俊彥 - 高島沙織 - 川村万梨阿 - 神魔： - 一条和矢                                                       |
| 第十話     |          | 約定之沼       | 山田靖智          | 西森章              | 山崎茂     | 泉明宏 別所誠人 | 12月1日                        | - 少年 - 柊美冬 - 神魔： - 小林優子                                                                                   |
| 第十一話   |          | 溫柔的容顏     | 林民夫            | 松村康弘            | 松村康弘   | 佐佐木敏子      | 12月8日                        | - 竜次 - 中村大樹 - 陽子 - 天野由梨 - 女医 / 神魔： - 澤海陽子                                                        |
| 第十二話   |          | 葦花哭泣的庭院 | 平田豊            | 牧野行洋            | 関口文彦   | 小山知洋        | 12月15日                       | - 浦辺真樹 - 佐佐木望 - 女 / 神魔： - 島津冴子                                                                        |
| 第十三話   |          | 海之光（前篇） | 早見裕司          | 松井仁之            | 伊達勇登   | 山沢実          | 12月22日                       | - ガーリンネ - 置鮎龍太郎 - リリス - 白鳥由里 - バロウ - 成田劍 - 梁 / 神魔： - 松本保典 - 那海 / 神魔： - 山口由里子 |
| 第十四話   |          | 海之光（後篇） | 早見裕司          | 西森章              | 元永慶太郎 | 中島里恵        | 1998年 1月5日                  | - ガーリンネ - 置鮎龍太郎 - リリス - 白鳥由里 - バロウ - 成田劍 - 梁 / 神魔： - 松本保典 - 那海 / 神魔： - 山口由里子 |
| 第十五話   |          | 人魚之夢       | 早見裕司          | 大地丙太郎          | 三條なみみ | 山本佐和子      | 1月12日                        | ja\| - 敏宏 - 千葉進步 - 志津子 - 西原久美子 - 水族館館長 - 麻生美代子 - 神魔： - 手塚千春                            |
| 第十六話   |          | 女道士         | 山田靖智          | 松村康弘            | 松村康弘   | 佐佐木敏子      | 1月19日                        | - ユイリィ - 岡村明美 - メイファ - 馬場澄江 - チャン道士 - 丸山詠二 - ヤン / 神魔： - 山口勝平                        |
| 第十七話   |          | 空舟           | 早見裕司          | 高瀨節夫            | 高瀨節夫   | 小山知洋        | 1月26日                        | - 矢口恭一 - 田中秀幸 - 矢口紀江 - 瀧澤久美子 - 高梨真弓 / 神魔： - 三石琴乃                                          |
| 第十八話   |          | 夢幻之街       | 村井貞之          | 西森章              | 藤本次朗   | 門智昭          | 2月2日                         | - 立木安彦 - 立木文彦 - 森山老人 - 藤本譲 - 立木の妻 / 神魔： - 新山志保                                              |
| 第十九話   |          | 人形師之戀     | 山田靖智          | 櫻井弘明            | 吉田浩     | 清水博明        | 2月9日                         | - 君原霞 - 佐久間レイ - 藤村優希 - 吉田古奈美 - 神魔： - 柏倉努                                                       |
| 第二十話   |          | 鱗翅的蠱惑     | 小中千昭          | 平野俊貴 元永慶太郎 | くし秀彰   | 西岡忍 本橋秀之 | 2月16日                        | - 曽根璃莉 - 岩男潤子 - 曽根浩志 - 野澤那智 - モル - 野上尤加奈 - 神魔： - 声なし                                     |
| 第二十一話 |          | 神魔之旗       | 早見裕司          | 西森章              | 泉明宏     | 佐佐木敏子      | 2月23日                        | - 村長 - 澤木郁也 - 里 - 本間緣 - 神魔： - 石丸博也 - 神魔： - 真殿光昭 - 神魔： - 野島健兒                           |
| 第二十二話 |          | 美夕的往事     | 早見裕司          | 平野俊貴            | 元永慶太郎 | 中島里恵        | 3月2日                         | - 美夕の母 - 莊真由美 - 鬼術師 - 大塚明夫 - 学生 - 堀川亮 - 怪力男 - 郷里大輔 - 神魔：トンビ - 千葉繁                 |
| 第二十三話 |          | 對決的時刻     | 早見裕司          | 西森章              | 藤本次朗   | 山沢実          | 3月9日                         | - 冷羽の母 - 水谷優子                                                                                                 |
| 第二十四話 |          | 歸來的男子     | 早見裕司          | 松井仁之            | 安形裕篤   | 水野知己        | 3月16日                        | - 井上時哉 / 神魔： - 関智一                                                                                          |
| 第二十五話 |          | 最後的神魔     | 早見裕司          | 松村康弘            | 別村陸     | 佐佐木敏子      | 3月23日                        | - 露店の男 / 神魔： - 菊池正美                                                                                        |
| 最終話     |          | 永遠的午睡     | 早見裕司          | 平野俊貴            | 元永慶太郎 | 門之園恵美      | 3月30日                        | - 美夕の母 - 莊真由美 - 学生 - 堀川亮 - 神魔：トンビ - 千葉繁 - 神魔：嘴貪 - 菊池正美                                 |

※1997年12月29日起，年末到年初（1月1日）期間動畫放送終止。

## 廣播劇CD

### 專輯
本作以《新・吸血姬美夕・西洋神魔編》（日语：新・吸血姫美夕・西洋神魔編）為標題，於1993年由波麗佳音發行，全6枚。以漫畫《新・吸血姬美夕》的内容作為改編基礎。單品以外1 - 3枚與原聲帶加上盒子一同販售。配音員陣容請參考OVA版為標準。
登場人物、聲音演出
- 美夕 - 渡邊菜生子
- ラヴァ - 鹽澤兼人
- 美夕的媽媽 - 池田昌子
- 神魔の長 - 納谷悟朗
- レムレス - 三矢雄二
- カールア - 天野由梨
- レムニア - 佐佐木望
- ケット・シー - 中尾隆聖
- パズス - 井上和彦
- ナイトギア - 速水獎
- ウォーターリッパー - 弘中くみ子
- スパルトイ - 玄田哲章
- アミィ - 堀川亮
- 夕維 - 西原久美子
- 那嵬 - 古谷徹
- 爛火 - 佐久間玲
- 旁白 - 小山茉美

製作團隊
- 脚本 - 中村學
- 音樂 - 和田薫
- 演唱 - 新居昭乃、林朝美
- 音響製作人 - 中野徹

### 特別劇
本作以《吸血姬美夕 特別劇》（日语：吸血姫美夕 スペシャル・ドラマ）為標題，於1998年由勝利娛樂發行。I以千里、由香利、久絵3人的劇情為演出焦點，II為美夕と死無の出逢いと、冷羽の生い立ちが明らかにされている。
各話列表
| 話數   | 標題 | 腳本              | 收錄碟   | 主要來賓、神魔 - 聲音演出                                                                                   |
| ------ | ---- | ----------------- | -------- | --- |
| 第一話 |      | 山田靖智 山田健一 | 特別劇I  | - 老人 / 神魔：臥縁（がえん） - 青野武                                                                      |
| 第二話 |      | 山田靖智 山田健一 | 特別劇I  | - 由比達彦 - 関智一 - 神魔：霊樹（りょうじゅ） - 高木渉                                                     |
| 第三話 |      | 早見裕司          | 特別劇II | - 糸川好江（マダム） - 藤田淑子 - 糸川早智子 - 金月真美 - 辰 - 檜山修之 - 神魔：望奪（もうだつ） - 銀河万丈 |
| 第四話 |      | 早見裕司          | 特別劇II | - 冷羽の父 - 大塚明夫 - 冷羽の母 - 水谷優子 - フクロウの神魔 - 沢りつお                                     |

### CD錄音帶
本作以《吸血姬美夕 CD錄音帶》（日语：吸血姫美夕 CDシネマ）為標題，於1998年發售，收錄於電視節目『瞳と光央の爆発ラジオ』内播放的廣播劇。描述的是電視動畫完結後所發生的故事。
主題曲
片頭曲
作詞：垣野内成美，作曲： 川井憲次，演唱：鈴木佐江子
插入曲
作詞：垣野内成美，作曲： 川井憲次，演唱：緒方惠美
各話列表
| 話數   | 標題 | 腳本     | 收錄碟      | 主要來賓、神魔 - 聲音演出                                                                                             |
| ------ | ---- | -------- | ----------- | --- |
| 第一話 |      | 山田健一 | CD錄音帶I   | - 潮 - 天野由梨 - 青年 / 神魔：海霊（かいりょう） - 子安武人                                                          |
| 第二話 |      | 山田靖智 | CD錄音帶I   | - 瞬 - 宮田始典 - 少女 - 中川亜紀子 - 神魔：環愚（かんぐ） - 古澤徹                                                   |
| 第三話 |      | 山田靖智 | CD錄音帶II  | - ユイリィ - 岡村明美 - メイファ - 大谷育江 - 神魔：霧乱（むらん） - 室園丈裕                                         |
| 第四話 |      | 山田健一 | CD錄音帶II  | - 荒木 - 辻谷耕史 - 神魔：影夢（えいむ） - 永島由子                                                                   |
| 第五話 |      | 小中千昭 | CD錄音帶III | - 青年 泰 - 山崎巧 - 女子高生 仁美 - 夏樹莉緒 - 看護婦 / 神魔：禍姦（かかん） - 安藤亞里沙 - D.J. 廣瀨敬子 - 冬馬由美 |
| 第六話 |      | 早見裕司 | CD錄音帶IV  | - 聰子 - 阪口あや - おばあ - 京田尚子 - 青年 - 上田祐司 - 紳士 / 神魔：曝暗（ばくあん） - 中田譲治                    |
| 第七話 |      | 早見裕司 | CD錄音帶IV  | - 人形師の老人 / 神魔：形擬（ぎょうぎ） - 糸博                                                                        |

## 外部連結
- 吸血姬美夕（漫畫）在動畫新聞網百科全書中的資料（英文）